# Sinéad O’Connor
Suhadá Szadakát (arabul: شهداء صدقات, tudományos átírással: Shuhada’ Sadaqat, született: Sinéad Marie Bernadette O’Connor; IPA: /ʃɪˈneɪd oʊˈkɒnər/, Dublin, 1966. december 8. – London, 2023. július 26.) Grammy-díjas ír énekesnő.

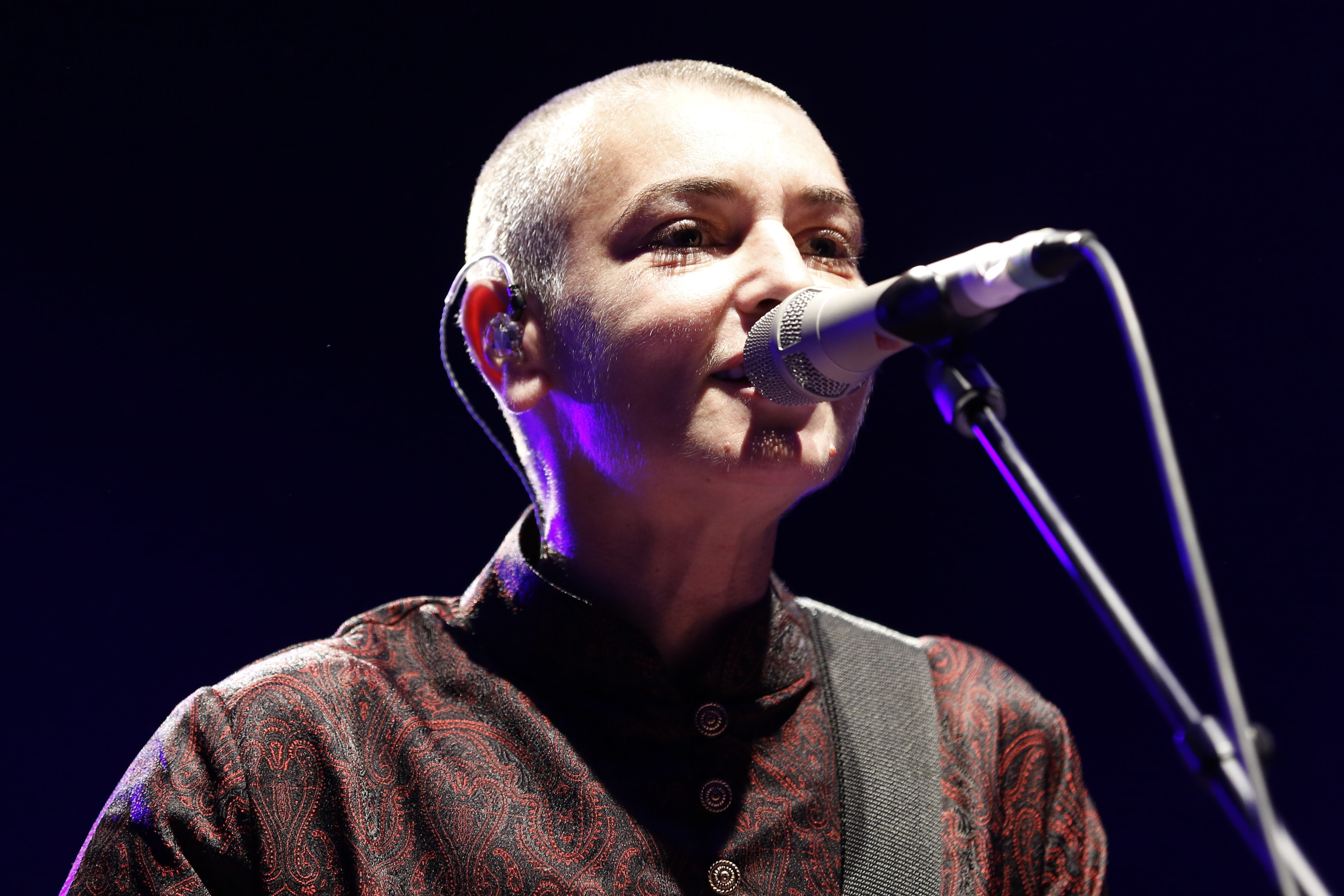
2013. augusztus 10.

## Élete
John és Marie O’Connor gyermekeként született. Főiskolai tanulmányait a Dublini Zeneművészeti Főiskolán végezte.[forrás?]
1984-től a dublini InTua Nua tagja volt. 1987 óta szólista, az Ensign kiadóhoz szerződött. Berlinben a The Wall című koncerten ő is szerepelt. Az Amnesty International javára Peter Gabriellel turnézott. 1990-ben egy dalt énekelt (You Do Something to Me) az AIDS-betegek megsegítésére készült Red, Hot’n’Blue című nagylemezen. 1991-ben a People magazin beválasztotta az 50 legszebb ember közé.
Biszexualitását nyíltan vállalta.
2015-ben öngyilkosságot kísérelt meg, ami előtt búcsúlevelet is írt hozzátartozóinak; komolyabb baja nem esett, de az eset után orvosi kezelés alá helyezték. 2016. május 15-én ismeretlen helyre távozott lakóhelyéről. A rendőrség eltűntként kezdte keresni, mivel ez utóbbi esetben is felmerült az öngyilkossági kísérlet valószínűsége.

## Magánélete
Először John Reynolds volt a férje. Második alkalommal Nick Sommerlad lett a párja. Négy gyereke született négy apától; Jake (1987), Roisin (1996), Shane (2004–2022) és Yeshua (2006).
2017-ben a Magda Davitt nevet vette fel. 2018. október 26-án hivatalosan bejelentette, hogy áttért az iszlám vallásra és nevet változtatott. Új neve: Suhadá Davitt. 2019-ben vezetéknevét is megváltoztatta Szadakátra.

### Halála
2023. július 26-án az énekesnő családja jelentette be, hogy Sadaqat 56 évesen elhunyt. Temetését az írországi Wicklow megyei Brayben tartották.

## Albumai

### Stúdióalbumok
- The Lion and the Cobra (1988)
- I Don’t Want What I Haven’t Got (1990)
- Am I Not Your Girl? (1992)
- Universal Mother (1994)
- Faith and Courage (2000)
- Sean-Nós Nua (2002)
- Throw Down Your Arms (2005)
- Theology (2007)
- I’m Not Bossy, I’m the Boss (2014)
- No Mud No Lotus (2019)

### Egyéb albumai
- Nothing Compares 2 U (1990)
- Roger Watersszel: The Wall (1990)
- Red, Hot and Dance (1991)
- Peter Gabriellel: Us (1992)
- Gospel Oak (1997)

## Filmzenéi
- Miami Vice (1988)
- Két szülő közt (1988)
- Rémálom az Elm utcában 4. – Az álmok ura (1988)
- Keresztanya (1988)
- Tente baba, tente (1990)
- Apám nevében (1993)
- Képtelen képrablás (1996)
- Michael Collins (1996)
- Az erőszak vége (1997)
- Házasságszerzők (1997)
- A szerelem hálójában (1998)
- Angyal a lépcsőn (1999)
- A tehetséges Mr. Ripley (1999)
- Stigmata (1999)[forrás?]
- Sátánka – Pokoli poronty (2000)
- Vanília égbolt (2001)
- Lara Croft: Tomb Raider 2. – Az élet bölcsője (2003)
- Lapzárta – Veronica Guerin története (2003)
- Én kicsi szörnyem – A mélység legendája (2007)
- 60/90 (2008)
- Lepattintva (2008)
- Az ifjú Viktória királynő (2009)

## Filmjei
- Üvöltő szelek (1992)
- A kis véreskezű (1997)

## Díjai
- MTV-díj
- Grammy-díj (1991)